# Evangelio de Marcos

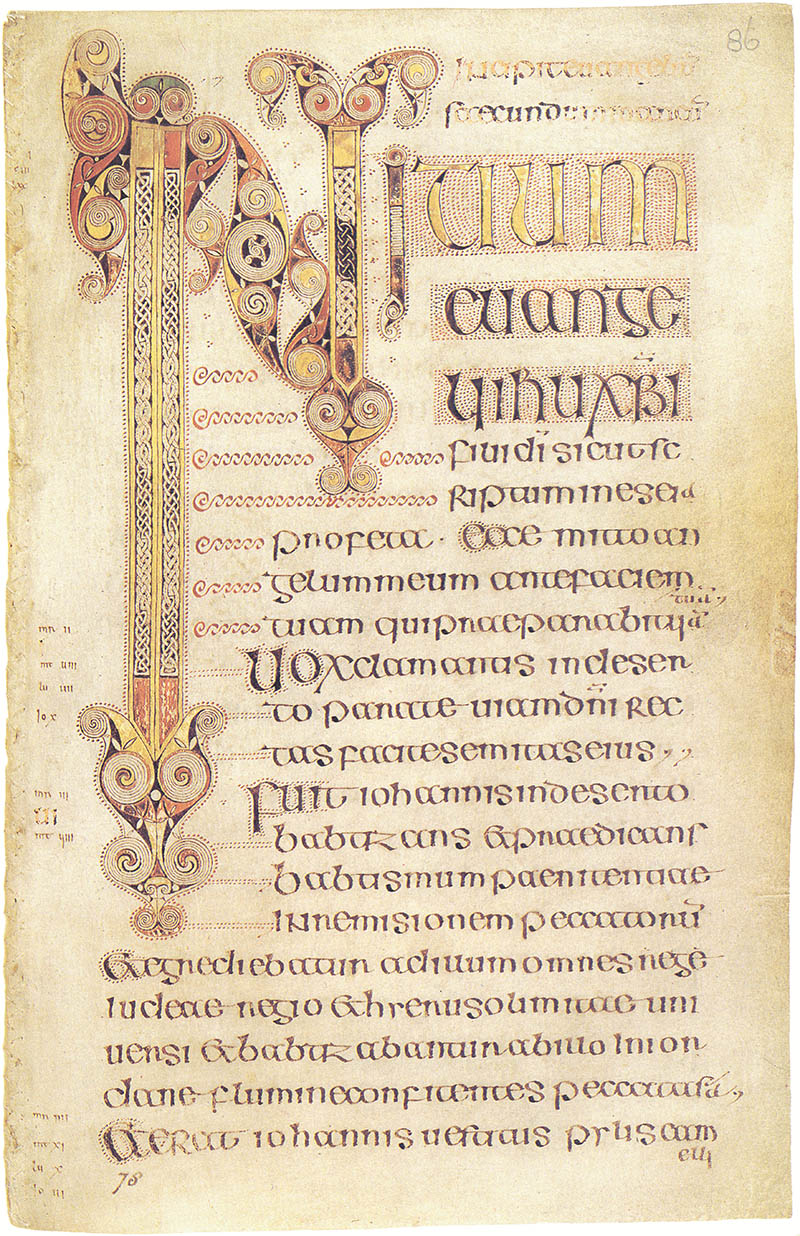
Comienzo del Evangelio de Marcos en el Libro de Durrow

El Evangelio de Marcos (en griego, κατὰ Μᾶρκον εὐαγγέλιον; abreviado Mc) es el segundo libro del Nuevo Testamento de la Biblia cristiana. Narra la vida de Jesús de Nazaret desde su bautismo por Juan el Bautista hasta el momento de su resurrección. El relato final de las apariciones de Jesús resucitado es objeto de debate entre los estudiosos; la mayoría considera que se trata de un añadido posterior.
Es el más breve de los cuatro evangelios canónicos y también el más antiguo según la opinión mayoritaria de los expertos bíblicos. Existe un amplio consenso en datar el Evangelio de Marcos a finales de los años 60 del siglo I d. C., o poco después del año 70 d. C.
Su autor es desconocido. La tradición cristiana de los Padres de la Iglesia lo atribuyó a Marcos, un discípulo citado en otros pasajes del Nuevo Testamento, pero la mayoría de historiadores no da crédito a esta hipótesis. Se cree que el libro fue redactado para una comunidad de cristianos no judíos y por tanto no familiarizados con las lenguas ni la geografía de Palestina.

## Autoría
El texto del Evangelio de Marcos no proporciona ninguna indicación explícita sobre su autoría.  
La tradición cristiana temprana(Eusebio de Cesarea, 324 d. C.) atribuyó la redacción a un Marcos, discípulo de Pedro, mencionado en otros pasajes del Nuevo Testamento.Esta atribución ha sido disputada posteriormente por numerosos estudiosos basándose en la crítica textual, si bien algunos autores contemporáneos la consideran plausible.
Por otra parte, el final del Evangelio a partir de Mc 16, 9, en el que se narran las apariciones de Jesús resucitado, parece ser una adición posterior por parte de un autor diferente al del texto principal.

### Indicios textuales sobre la autoría
El texto estuvo dirigido, al principio, a una comunidad cristiana griega y de origen gentil (no judíos),  además  de los judeocristianos. Tal deducción  surge porque el evangelista tomó la traducción griega de la Biblia judía. la Biblia de los Setenta o Septuaginta fue la empleada; por lo tanto,cuando emplea términos en hebreo o en arameo, los traduce al griego, e incurre en errores  geográficos sobre Palestina.
Algunos hermeneutas señalan, no obstante, que la mención de lugares específicos de Palestina como Betsaida y Capernaum indicaría cierta familiaridad con la región,y que las expresiones y giros semíticos podrían provenir de una fuente aramea anterior, oral o escrita.

### Citas de la Septuaginta en el Evangelio de Marcos
En Marcos 7:6, la discusión de Jesús con los fariseos cita el texto de Isaías 29:13 en su versión griega, que es marcadamente diferente del original hebreo. Los traductores de la Septuaginta  interpretaron y expandieron el texto para enfatizar ciertos aspectos teológicos y hacerlo más accesible a los lectores griegos. En contraste, las versiones arameas, como el Targum, se centraban en mantener la fidelidad al texto hebreo original y a las expresiones idiomáticas propias del arameo. 
Además, en Marcos 7:32, Jesús cura a un hombre sordo que tiene dificultad para hablar. El término griego utilizado es “μογιλάλος” (mogilalos), que significa hablar con dificultad, ser tartamudo o mudo. Este término no aparece en las versiones arameas de la Biblia como la Peshitta, pero sí en la versión griega, por ejemplo en Isaías 35:6 donde se refiere a la lengua del mudo que cantará.R. A. Cole señala, sin embargo, que en la Peshitta se utiliza el término "ḥaršā" (ܚܪܫܐ) para "sordo" y "ilmā" (ܐܠܡܐ) para "mudo." Estos términos son específicos y no tienen el mismo alcance de significados que "μογιλάλος" (mogilalos) en griego, que puede referirse tanto a alguien que tiene dificultad para hablar como a una persona muda. Al no existir un equivalente exacto en arameo que abarque tanto la idea de tartamudez como de mudez, el uso de "μογιλάλος" se debería según Cole a meras diferencias en la traducción y la interpretación de los textos originales.

### Expresiones y giros semíticos
Aunque el Evangelio de Marcos recurre a la Septuaginta, presenta algunos giros y expresiones de origen semítico. Esto sugiere que el texto podría haberse basado, al menos en parte, en fuentes arameas orales o escritas. A continuación, se mencionan algunos ejemplos:
- Marcos 1:11: «me agrado» (εὐδόκησα) refleja un perfecto estativo hebreo que podría traducirse desde un hebraísmo como רָצִיתִי (rāṣîtî), común en el hebreo bíblico.
- Marcos 2:6: «pensaban en sus corazones» (οἱ γραμματεῖς... ἐν τοῖς καρδίαις αὐτῶν διαλογίζονται) es una expresión que se alinea con la construcción hebrea יֹשְׁבִים וְחֹשְׁבִים (yošbîm weḥošbîm).
- Marcos 3:4: «...salvar un alma...» (σῶσαι ψυχὴν) coincide con una expresión hebrea que refleja la noción de נֶפֶשׁ (nefeš) como "vida" o "alma", usada en contextos de rescate o salvación.
- Marcos 3:16: Se menciona a los hermanos Boanergés, nombre propio que podría ser el arameo בְּנֵי רֶגֶשׁ (bêne regesh) es decir "hijos del trueno".
- Marcos 4:12: La cita de Isaías 6:9 en este versículo parece alinearse más con la versión aramea del Targum que con la Septuaginta o el Texto Masorético.
- Marcos 5:41: La expresión aramea טַלִיתָא קוּמִי (Talitha qum) se traduce en el griego con el vocativo «La niña, te digo...» (τὸ κοράσιον, σοὶ λέγω...). Este sería un ejemplo de una frase aramea directa seguida de su interpretación griega, manteniendo el sentido semítico original.
- Marcos 6:38: «¿Cuántos panes tenéis?» (πόσους ἄρτους ἔχετε;) se asocia con la posible aliteración hebrea כַּמָּה לֶחֶם לָהֶם (kammā leḥem lāhem), donde la repetición de sonidos es un recurso típico en la poesía hebrea.
- Marcos 7:2: «comer el pan» (ἐσθίειν ἄρτους) en lugar de «comer» de manera genérica, refleja un modismo arameo (también presente en otras lenguas) donde "pan" se utiliza metonímicamente para referirse a los alimentos en general.
- Marcos 7:11: La palabra hebrea קורבן (qorbán) se traduce como "ofrenda". Este versículo parece referirse a prácticas sobre votos y ofrendas detalladas en el Talmud.
- Marcos 7:34: ἐφφαθά (effatá), que significa "ábrete" o "hazte abierto", es una palabra semítica transliterada al griego y traducida dentro del texto.
- Marcos 9:1: La expresión «probar la muerte» (γεύσωνται θανάτου) es una expresión rabínica que tiene equivalentes en la literatura judía, utilizada para denotar la experiencia de la muerte de manera metafórica.
- Marcos 14:36: ἀββᾶ (abbá) es un término arameo que significa "padre" o "papá". El arameo era el idioma común en Judea.

La presencia de estos giros arameos o hebreos podrían explicarse por tres razones principales:
1. Fidelidad a las fuentes originales: El autor de Marcos pudo haber mantenido ciertas expresiones arameas y semíticas para preservar la autenticidad de las tradiciones orales y escritas que utilizó. Esto es común en textos antiguos donde se busca mantener la integridad de las fuentes originales. 
2. Traducción y explicación: Aunque el Evangelio contiene estas expresiones, el autor a menudo las traduce y explica para que sean comprensibles para una audiencia griega. Por ejemplo, términos como "Talitha kum" (Marcos 5:41) y "Abba" (Marcos 14:36) se traducen al griego en el texto.
3. Enriquecimiento literario y teológico: La inclusión de términos arameos y hebreos puede haber servido para enriquecer el texto literaria y teológicamente, proporcionando un sentido de autenticidad y conexión con las raíces judías del cristianismo. 

### Atribución a Marcos
La tradición cristiana de los Padres de la Iglesia atribuyó este evangelio a Marcos, un discípulo de Pedro citado en las epístolas de Pablo de Tarso (concretamente en Col 4,10), en los Hechos de los apóstoles (Hch 12,12-25; Hch 13,15; Hch 15,37), donde es presentado como compañero de Pablo y en la primera epístola de Pedro, que lo llama "mi hijo" (1 Pedro 5:13). 
La base de esta tradición se encuentra en algunas referencias de autores cristianos antiguos a la idea de que Marcos puso por escrito los recuerdos del apóstol Pedro. Eusebio de Cesarea cita en su Historia eclesiástica de comienzos del siglo IV un fragmento de la obra hoy perdida de Papías de Hierápolis, de comienzos del siglo II. Papías, a su vez, remonta su testimonio a Juan el Presbítero.

y el anciano decía lo siguiente: Marcos, que fue intérprete de Pedro, escribió con exactitud todo lo que recordaba, pero no en orden de lo que el Señor dijo e hizo. Porque él no oyó ni siguió personalmente al Señor, sino, como dije, después a Pedro. Éste llevaba a cabo sus enseñanzas de acuerdo con las necesidades, pero no como quien va ordenando las palabras del Señor, más de modo que Marcos no se equivocó en absoluto cuando escribía ciertas cosas como las tenía en su memoria. Porque todo su empeño lo puso en no olvidar nada de lo que escuchó y en no escribir nada falso
Eusebio, Hist. Ecl. III 39.

Hacia el año 180, Ireneo de Lyon, escribió: 

Tras su partida [la muerte de Pablo y Pedro], Marcos, discípulo e intérprete de Pedro, recogió por escrito lo que había sido predicado por Pedro
 Ireneo, Adversus Haereses 3.1.1

El apologista Justino Mártir da también un indicio porque afirma que leyó en "las memorias de Pedro" acerca de los hermanos Boanergés y Marcos es el único de los evangelios canónicos que utiliza ese apodo para los hijos de Zebedeo. En Hechos 10, 34-40, el discurso de Pedro resume las líneas generales del Evangelio de Marcos. 

### Argumentos sobre la autoría
La mayoría de los estudiosos contemporáneos consideran sumamente dudosa la atribución del Evangelio a Marcos, sobre la base de tres argumentos principales. En primer lugar, la teología presente en este evangelio parece más alineada con las ideas de Pablo de Tarso que con las de Pedro. Resulta también extraño que Pedro no sea retratado de manera favorable en algunos pasajes, como cuando Jesús lo reprende diciendo: «Aléjate de mí, Satán» (Marcos 8:33). Y los errores en cuanto a la geografía de Palestina hacen dudar que fuese escrito por un nativo de dicha región.
Por el contrario, otros estudiosos sí respaldan la atribución tradicional basándose en la tradición manuscrita y los testimonios de los Padres de la Iglesia. Por ejemplo, Papías, un obispo del siglo II, escribió que Marcos fue el intérprete de Pedro y que su evangelio refleja las enseñanzas de este apóstol. Ireneo de Lyon también afirmó que Marcos escribió su evangelio basado en lo que había escuchado de Pedro. Estos autores aducen que los errores geográficos se deberían a que el discípulo de Pedro no estaba familiarizado de primera mano con la geografía de Palestina y dependía de tradiciones orales que contenían detalles imprecisos. En cuanto a la teología, afirman que podría haberse visto influenciada por diversas corrientes del pensamiento cristiano primitivo sin excluir su relación con Pedro.
El estilo literario del evangelio, caracterizado por su lenguaje sencillo y directo, también ha sido interpretado como una señal de que fue escrito por alguien cercano a un testigo ocular de los eventos, aunque sin el refinamiento literario de autores más educados.

## El Evangelio de Marcos y el problema sinóptico
El Evangelio de Marcos tiene una estrecha relación con los otros dos evangelios sinópticos, Mateo y Lucas. De los 678 versículos que componen el Evangelio de Marcos, aproximadamente 406 tienen paralelo tanto en Mateo como en Lucas, 145 solo en Mateo y 60 solo en Lucas. Solo 51 versículos de Marcos no tienen ningún paralelo en los otros dos sinópticos. Cabe señalar que las cifras pueden variar ligeramente dependiendo de la versión del manuscrito utilizado y la metodología aplicada para identificar los paralelos entre los evangelios.
La tradición cristiana antigua estableció que el evangelio más antiguo era el de Mateo. Algunos autores antiguos llegaron a afirmar que el de Marcos era un resumen de los evangelios de Mateo y Lucas. Sin embargo, la mayoría de los estudiosos modernos consideran que el Evangelio de Marcos es el más antiguo de los evangelios canónicos.
Weisse y Wilke, de modo independiente, en 1838 concluyeron que el Evangelio de Marcos no era un resumen de Mateo y Lucas, sino que era anterior a ellos y más bien les había servido de fuente. Además, Weisse estableció la teoría de que existía una fuente común a Mateo y Lucas. Johannes Weiss, en 1890, denominó con la letra Q a esta fuente (de Quelle, que significa ‘fuente’ en alemán).
La hipótesis más extendida para explicar la relación entre el Evangelio de Marcos y los otros dos evangelios sinópticos, el de Mateo y el de Lucas, es hoy la  teoría de las dos fuentes, que sugiere que Mateo y Lucas utilizaron tanto el Evangelio de Marcos como una fuente adicional conocida como (Q). La teoría de las dos fuentes es ampliamente aceptada y fue sistematizada por Heinrich Julius Holtzmann. Autores como L.  Burton Mack y Udo Schnelle han estudiado las posibles relaciones entre el Evangelio de Marcos y la fuente Q, contribuyendo significativamente a la comprensión de los evangelios sinópticos.
Aunque la teoría de las dos fuentes es ampliamente aceptada, no todos los expertos la aceptan sin reservas, y existen diversas objeciones y teorías alternativas. Hay un consenso significativo entre los estudiosos de que el Evangelio de Marcos fue el primero de los cuatro evangelios canónicos en ser redactado.

## Lugar de composición
No existen indicios claros acerca del lugar donde fue compuesto el Evangelio denominado "de Marcos".
Desde la época de Clemente de Alejandría a finales del siglo II se sostuvo que este evangelio fue escrito en Roma, basándose en los latinismos que aparecen en el texto, como denarius o legión. Algunos de los latinismos empleados por Marcos que no aparecen en los otros evangelios son "σπεκουλατορα" ("speculatora", soldados de la guardia; Marcos 6, 27), "ξεστων" (corrupción de "sextarius", vaso; Marcos 7, 4) o "κεντυριων" ("centurión"; Marcos 15, 39; Marcos 15, 44-45). Se detectaron también paralelismos entre el Evangelio de Marcos y la Epístola a los romanos de Pablo.
Sin embargo, la hipótesis del origen romano del Evangelio de Marcos fue cuestionada por autores como Reginald Fuller (A Critical Introduction to the New Testament), dado que los latinismos presentes en el evangelio marcano suelen ser términos relacionados con la vida militar, por lo que eran muy probablemente palabras conocidas en todas las regiones del Imperio Romano en las que existían guarniciones militares. Se ha propuesto como alternativa la posibilidad de que fuese redactado en Antioquía. 

## Destinatarios
La idea más extendida es que el Evangelio de Marcos fue escrito para una comunidad cristiana helenística de lengua griega radicada en algún lugar del Imperio Romano. Parece que los destinatarios de este Evangelio desconocían las tradiciones judías, ya que en varios pasajes el autor las explica (Marcos 7, 1-4; Marcos 14, 12; Marcos 15, 42). También desconocían probablemente el arameo, ya que se traducen al griego las frases ταλιθα κουμ ("talitha kum"; Marcos 5, 41) αββα ("Abba"; Marcos 14, 36), y el hebreo, que también se traduce κορβαν ("Corban"; Marcos 7,11). 
Las citas del Antiguo Testamento proceden en general de la Biblia de los Setenta, traducción al griego (Marcos 1, 2; Marcos 2, 23-28; Marcos 12, 18-27).
El Evangelio de Marcos también representa negativamente a los fariseos y muestra cierta actitud crítica hacia las autoridades judías, al culpar de la muerte de Jesús al Sanedrín más que a las autoridades romanas. 
Si se acepta la hipótesis de que el texto fue redactado en una fecha temprana y si se da por hecho que el autor es Marcos es posible que:
- El autor pudo haber escrito un protoevangelio a principios de los años 40 en idioma arameo, destinado a la comunidad de judea pues, como se ve más abajo, Marcos parece dar por hecho que su público conoce a ciertos personajes jerosolimitanos de la época (por ejemplo, los hijos de Simón el Cireneo) y ciertos hechos cercanos en el tiempo a la muerte de Jesús (por ejemplo, la revuelta en la que participó Barrabás). Esto además explicaría la existencia del Papiro 7Q5.

- Al partir Marcos junto con Pablo y Bernabé en su primer viaje misionero, hacia el año 46 aproximadamente, pudo haber traducido al griego su primera versión y haber añadido algunas explicaciones sobre las costumbres judías para que fuesen comprendidas por una comunidad que no estaba familiarizada con ellas.

## Fecha de composición

### Consenso mayoritario
La mayoría de los estudiosos bíblicos data la redacción de este evangelio (salvo el final) entre los años 65 y 75.
El año 65 como terminus a quo (fecha inicial de supuesta creación) se debe a dos motivos, fundamentalmente: por un lado, a que hizo falta cierto tiempo para que se desarrollasen las diferentes tradiciones orales sobre Jesús (perícopas) que se cree el autor del evangelio utilizó para confeccionar su obra. En segundo lugar, se cree que ciertos pasajes del texto reflejan los acontecimientos de la primera guerra judía, según se conocen por otras fuentes como las obras de Flavio Josefo, aunque se discute si la destrucción del Templo de Jerusalén (que tuvo lugar en el año 70) se había producido ya o se consideraba próxima. Los eruditos que consideran que ya se había producido basan su opinión sobre todo en el análisis de Marcos 13, capítulo conocido como "Apocalipsis Sinóptico" o "Pequeño Apocalipsis de Marcos", y en algunos otros fragmentos.
El año 80 es considerado por la mayoría el terminus ad quem (fecha última de supuesta creación del texto) para la adaptación de este evangelio, ya que, en el marco de la teoría de las dos fuentes, se cree que el de Marcos es el evangelio más antiguo, y que fue utilizado como fuente por los autores de Mateo y Lucas, que escribieron, según se cree, entre los años 80 y 100.

### Otras hipótesis
Algunos eruditos, sin embargo, han propuesto una revisión radical de esta cronología: algunos proponen fechas muy tempranas mientras que otros lo datan en épocas tan tardías como la Rebelión de Bar Kojba.

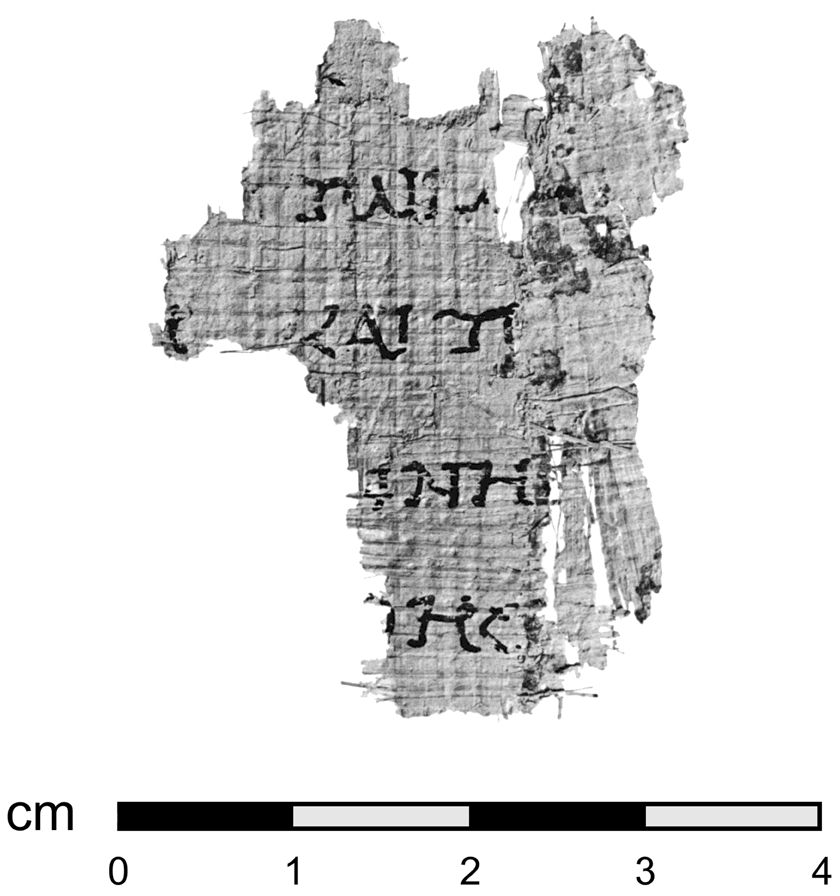
Papiro 7Q5

La hipótesis de la datación temprana recibió un impulso importante cuando el español Josep O’Callaghan Martínez afirmó que el papiro 7Q5, un manuscrito descubierto en Qumrán, era un fragmento del Evangelio de Marcos. De ser cierta esta hipótesis, existirían secciones escritas del Evangelio de Marcos que podrían ser anteriores al año 50. Muchos exégetas (entre ellos Kurt Aland, Bruce Metzger, Joseph Fitzmyer, o el qumranólogo Julio Trebolle) rechazaron la hipótesis de O'Callaghan de que el papiro contenga el texto del Evangelio de Marcos.
 Sin embargo, la crítica no fue unánime: el académico alemán Carsten Peter Thiede, reconocido por sus investigaciones de los rollos del Mar Muerto, respaldó la interpretación de O'Callaghan en su libro The Earliest Gospel Manuscript? de 1982. Por otra parte, en el campo de la papirología la identificación del 7Q5 con el Evangelio de Marcos cuenta con el respaldo de autoridades como Orsolina Montevecchi (presidenta de la Asociación Internacional de Papirología), Sergio Daris (papirólogo de la Universidad de Trieste), y Herbert Hunger (director de la colección de papiros de la Biblioteca Nacional austríaca, y profesor emérito de papirología en la Universidad de Viena), entre otros. No obstante, el hecho de que estos fragmentos de papiro sean excesivamente pequeños y sea, por tanto, necesaria una larga tarea de reconstrucción, hace que la mayoría de estudiosos actuales vean la teoría de O'Callaghan con escepticismo.

## Contenido
El Evangelio de Marcos relata la vida de Jesús de Nazaret desde su bautismo hasta su resurrección. A diferencia de los otros dos sinópticos, no incluye material narrativo sobre la vida de Jesús antes del comienzo de su predicación. El intervalo de tiempo cubierto por la narración es de algo menos de un año.
Marcos refleja un enfoque teológico similar al de Pablo de Tarso, con un énfasis considerable en la muerte y resurrección de Jesús. Sin embargo, también se distingue de las epístolas de Pablo por incluir relatos detallados de la vida, enseñanzas y milagros de Jesús, lo que añade una dimensión narrativa.

### Exorcismos y curaciones
En Marcos se relatan cuatro exorcismos practicados por Jesús: 
- Curación de un poseso en la sinagoga de Cafarnaún (Marcos 1, 21-28).
- Curación de un poseso en la región de los gerasenos (Marcos 5, 1-20).
- Exorcismo de la hija de la mujer cananea, en Tiro (Marcos 7, 24-30).
- Curación de un niño poseído por un espíritu mudo (Marcos 9, 14-29).

Estos exorcismos son recogidos en los otros sinópticos: el segundo y el cuarto tanto por Lucas como por Mateo; el primero solo por Lucas (Lucas 4, 31-37) y el tercero solo por Mateo (Mateo 15, 21-28).
Existen otros ocho relatos detallados de curaciones de diversas dolencias realizadas por Jesús:
- Curación de la suegra de Pedro (Marcos 1, 29-31).
- Curación de un leproso (Marcos 1, 40-45).
- Curación del paralítico de Cafarnaún (Marcos 2, 1-12).
- Curación del hombre de la mano seca (Marcos 3, 1-6).
- Curación de la hemorroísa (Marcos 5, 25-34).
- Curación del sordomudo de la Decápolis (Marcos 7, 31-37).
- Curación del ciego de Betsaida (Marcos 8, 22-26).
- Curación del ciego de Jericó (Marcos 10, 46-52).

De estas ocho curaciones, seis son recogidas en los otros dos sinópticos, y solo dos de ellas (la curación del sordomudo de la Decápolis y la del ciego de Betsaida) no aparecen en ninguno de los otros evangelios. Es destacable el hecho de que solo en estas dos curaciones emplea Jesús medios taumatúrgicos (concretamente, utiliza la saliva para "abrir" la lengua y los oídos de uno y los ojos del otro).

### El final del Evangelio de Marcos
El final del Evangelio de Marcos, desde Mc 16, 9 hasta Mc 16, 20, que describe las apariciones de Jesús resucitado a María Magdalena, a dos discípulos en el camino y a los once apóstoles, así como la ascensión de Jesús, es un tema de debate en la crítica textual. La mayoría de los estudiosos opinan que esta sección fue añadida posteriormente.Los motivos son que no figura en algunos de los manuscritos más antiguos del Evangelio, como el Códice Sinaítico y el Códice Vaticano y que su estilo literario es diferente del del resto del Evangelio.
Ireneo de Lyon, en el siglo II, citaba estos versículoscomo parte del Evangelio de Marcos (Contra las herejías Libro III, Capítulo 10, 6),[cita requerida] mientras que Orígenes, en el siglo III, no mencionaba este final y prefería los otros tres evangelios canónicos. 
Algunos estudiosos realzan por el contrario el hecho de que este texto ha sido aceptado por la tradición cristiana dado que está presente en las versiones y ediciones más importantes del Nuevo Testamento, como la Vulgata Latina, las protestantes Biblia Reina-Valera y Biblia del Rey Jacobo y la católica  Biblia de Jerusalén.